# Lucrecio
Tito Lucrecio Caro (en latín: Titus Lucretius Carus; c. 99 a. C.-c. 55 a. C.) fue un poeta y filósofo romano. Su única obra conocida es el poema didáctico De rerum natura (Sobre la naturaleza de las cosas), una obra filosófica que defiende las doctrinas del epicureísmo y la física atomista. Se sabe muy poco sobre la vida de Lucrecio. Las tres principales fuentes de su vida son los tres autores: San Jerónimo, Donato y Cicerón; la única certeza es que era amigo de Cayo Memio, a quien le dedicó el poema.
De rerum natura tuvo una influencia considerable en poetas romanos clásicos, en particular Virgilio (en su Eneida y las Geórgicas y, en menor medida, en las Bucólicas) y Horacio. Su obra se consideró virtualmente desaparecida durante la Edad Media pero fue redescubierta en 1417 en un monasterio alemán, probablemente la Abadía de Fulda, por Poggio Bracciolini y tuvo un papel importante en el desarrollo del atomismo y la ciencia moderna, siendo de gran influencia en figuras como Giordano Bruno, Giambattista Vico, Nicolás Maquiavelo, Michel de Montaigne, Pierre Gassendi y Karl Marx. Gracias a Lucrecio, y también a Diógenes Laercio, las ideas del filósofo Epicuro sobrevivieron hasta la Edad Moderna. También se le atribuye el origen del concepto del sistema de las tres edades que fue formalizado en 1836 por C. J. Thomsen. El historiador Stephen Greenblatt escribió el libro El giro, ganador del Premio Pulitzer, que trata de la influencia del poema de Lucrecio al mundo moderno.

## Biografía
| Vivamente deseo me acompañes en el poema que escribir intento de la naturaleza de las cosas, y dedicarlo a mi querido Memmio, a quien tú, diosa, engalanar quisiste. —De rerum natura, I. 35-40 |

| Óyeme, Memmio, tú con libre oído, y sin cuidados al saber te entrega: no desprecies mis dones, trabajados en honra tuya con sincero afecto, sin penetrar primero en lo que digo: porque serán materia de mi canto la mansión celestial, sus moradores; de qué principios la naturaleza forma todos los seres, cómo crecen, cómo los alimenta y los deshace. —De rerum natura, I. 65-75 |

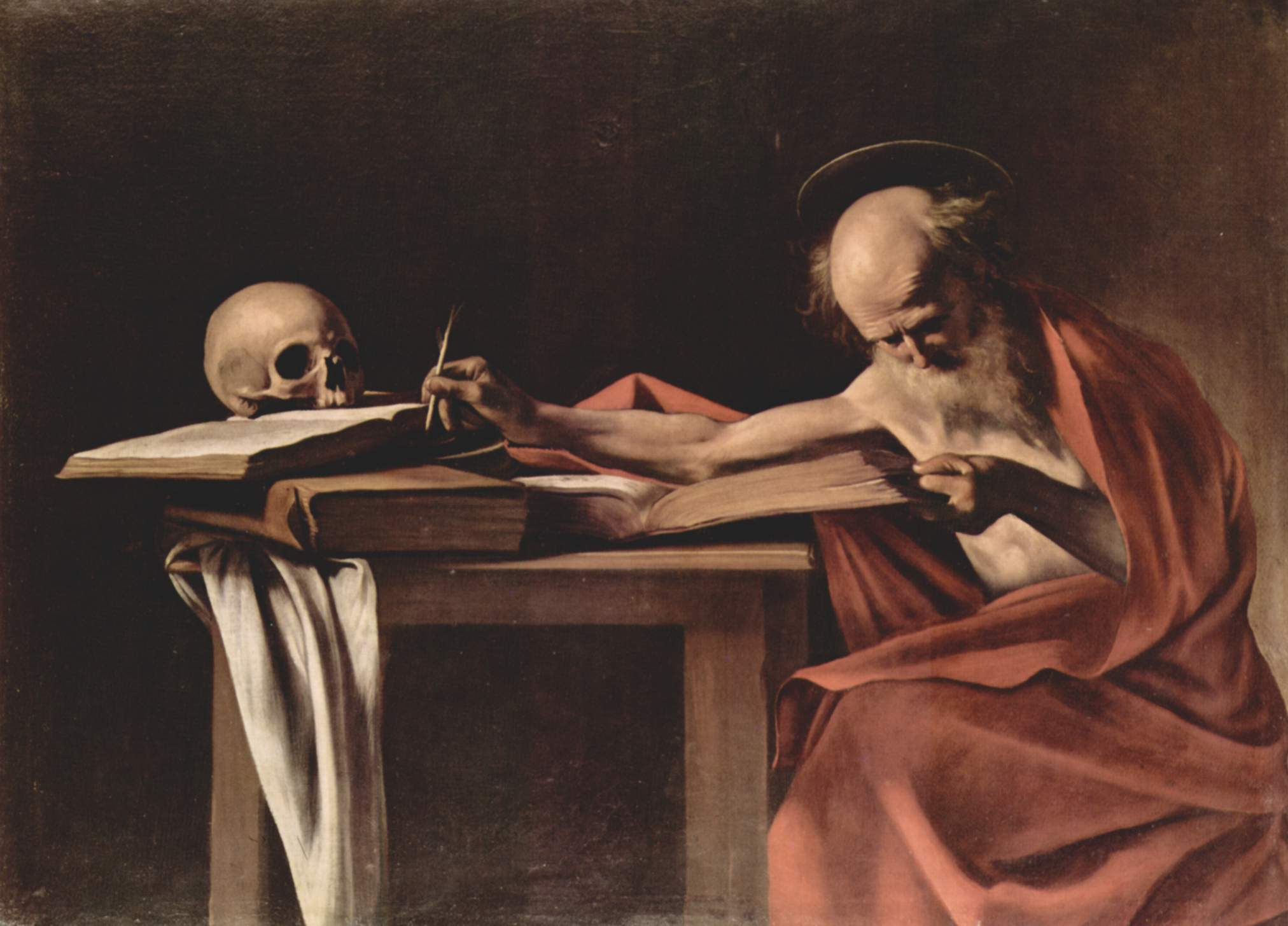
El testimonio más completo sobre la vida de Lucrecio se encuentra el Chronicon de Eusebio recogido por San Jerónimo, donde sostuvo que Cicerón editó el poema De rerum natura de Lucrecio. Esta afirmación se ha debatido y la mayoría de los eruditos piensan que fue un error por parte de Jerónimo.

No se dispone de mucha información fiable sobre la vida de Lucrecio. Ni siquiera hay una base suficiente para afirmar de forma segura el año de nacimiento o muerte de Lucrecio. Sus contemporáneos lo ignoran o callan su existencia; las excepciones son muy raras. Fiel en todo a la doctrina epicúrea, escribe Benjamin-Constant Martha, Lucrecio habrá puesto en práctica uno de los más importantes preceptos de Epicuro: «Esconde tu vida». Las tres principales fuentes biográficas del poeta vienen de los tres autores: San Jerónimo, Donato y Cicerón. El testimonio más completo que poseemos respecto a la vida de Lucrecio se encuentra en un pasaje De viris illustribus de Suetonio, recogido por Jerónimo de Estridón (más conocido como San Jerónimo) en su traducción del Chronicon de Eusebio, obra escrita cuatro siglos después de la muerte de Lucrecio, en la 171ª Olimpiada. Este pasaje dice: «Nació el poeta Tito Lucrecio. Se volvió loco por un filtro de amor, y redactó en sus momentos de lucidez algunos libros que Cicerón corrigió después. Se dio la muerte en su año cuadragésimo cuarto».
Estimaciones menos específicas sitúan el nacimiento de Lucrecio en los años 90 a. C. y su muerte en los años 50 a. C. de acuerdo con las muchas alusiones del poema al tumultuoso estado de los asuntos políticos en Roma como la guerra civil, las revueltas de Cayo Mario y Sila, la conjuración de Catilina y a la ascensión de Julio César. Si Jerónimo es exacto sobre la edad de Lucrecio cuando murió, entonces se puede concluir que nació en 99 o 98 a. C. Solo otros dos textos del siglo IV d. C., dan algunas indicaciones dudosas de su muerte: Elio Donato, maestro de Jerónimo, escribió en su Vida de Virgilio que Lucrecio murió el año en que Craso y Pompeyo fueron cónsules y en que Virgilio tomó la toga viril. Pero esta afirmación es contradictoria, porque el segundo consulado común de Pompeyo y Craso data de 55, mientras que Virgilio cumplió diecisiete años, la edad a la que se toma la toga viril, en el año 53; sin embargo, podría tener sentido si Virgilio hubiera tomado la toga viril a los quince años.
Se ignora el lugar de nacimiento de Lucrecio, pero probablemente sea originario de la misma Roma o de alguna provincia, pues su trabajo muestra un conocimiento íntimo del estilo de vida lujoso en Roma; y fue miembro de la aristocrática gens Lucretia. El amor de Lucrecio por el campo invita a especular con que habitaba propiedades rurales de propiedad familiar, al igual que muchas familias romanas adineradas, y ciertamente recibió una educación costosa con dominio del latín, el griego, la literatura y la filosofía. Debido a que el cognomen Caro era propio de las clases bajas y de los esclavos, también se ha sugerido un origen más bajo, forastero o incluso celta del poeta, pero Lucrecio disfrutaba de una extensa cultura que no era fácil de adquirir si uno no pertenecía a una familia pudiente. En la Vita Borgiana, Girolamo Borgia escribió que Lucrecio tuvo amistad con «Tito Pomponio Ático, Cicerón, Marco Bruto y Cayo Casio». No obstante, esta fuente se rechaza como «reelaboración humanística» o «invención renacentista».
Por los años 50 a. C. escribió su poema epicúreo De rerum natura, que dedicó al noble Cayo Memio y, según Jerónimo, Cicerón editó dicho poema, pese a que el de Arpino formuló en sus tratados duras críticas al epicureísmo. Ovidio escribe en sus Amores: «Los poemas del sublime Lucrecio no perecerán más que en el día que el mundo entero será destruido». Pero la triste constatación es que ninguno de ellos revela ningún detalle biográfico. Tácito evoca su De rerum natura sin decir nada sobre su autor y bajo el Imperio, Lucrecio parece olvidado, pese a su encubierto y poderoso influjo.
Sobre esta casi completa ausencia de testimonios biográficos, pese a las evidentes huellas que dejó en diversos escritores importantes, incluido Virgilio, Henri Bergson propuso una explicación: «Es preciso creer que después de la caída de la República, cuando la política de los emperadores fortaleció nuevamente la religión tradicional romana, Lucrecio, adversario de toda religión, llegó a transformarse en un amigo peligroso, con el cual era prudente no entretenerse demasiado».
La corta biografía de San Jerónimo y la citada carta de Cicerón dejan suponer que este último, a la muerte de Lucrecio, adquirió el manuscrito inacabado del poema para ordenarlo y publicarlo. Esta afirmación se ha debatido y la mayoría de los eruditos piensan que fue un error por parte de Jerónimo. La información de San Jerónimo tiene todo el aspecto de haber sido compuesta ad hoc para explicar la sombría visión que ofrece del amor en su célebre poema y la tradición ha defendido que padecía algún tipo de enfermedad mental, que podría ser o no de origen físico, como la epilepsia, tratando de desprestigiar así una visión de las cosas tan atea, materialista y alejada de los dogmas de la fe cristiana e incluso de la pagana.[cita requerida] A ello alude en un famoso pasaje:

Suave, mari magno turbantibus aequora ventis / E terra magnum alterius spectare laborem; / Non quia vexari quemquamst iucunda voluptas, / Sed quibus ipse malis careas quia cernere suavest. / Suave etiam belli certamina magna tueri / Per campos instructa tua sine parte pericli; / Sed nihil dulcius est, bene quam munita tenere / Edita doctrina sapientum templa serena, / Despicere unde queas alios passimque videre / Errare atque viam palantis quaerere vitae, / Certare ingenio, contendere nobilitate, / Noctes atque dies niti praestante labore / Ad summas emergere opes rerumque potiri. / O miseras hominum mentes, o pectora caeca! / Qualibus in tenebris vitae quantisque periclis / Degitur hoc aevi quod cumquest!
Es dulce, cuando sobre el vasto mar los vientos turban las aguas, observar desde tierra la gran fatiga de otros, no porque complazca su tormento, sino porque es dulce ver de cuáles males tú mismo te has privado. Dulce es, asimismo, contemplar grandes batallas de guerra erizada en la llanura sin que tú formes parte del peligro; pero nada hay más placentero que estar solo en las alturas de la serenidad, bien fortificado por la doctrina de los sabios, desde donde puedes resguardarte de la soberbia de los demás y verlos errar, aquí y allá, merodeando perdidos el camino de la vida, peleando en ingenio, rivalizando en nobleza de sangre y esforzándose noche y día con afán incesante para recabar una riqueza grande y asumir el poder. ¡Oh mentes miserables de los hombres! ¡Oh pechos ciegos! ¡En qué tinieblas de vida y tras cuántos grandes peligros transcurre la existencia, cualquiera que sea!
Lucrecio, De rerum natura II, 1-30.

En cuanto al suicidio, se dice en la Vita Borgiana que Lucrecio se suicidó «ahorcándose con una soga, o según piensan otros, se arrojó sobre su espada». El traductor francés del poema Alfred Ernout escribió: «La locura, el suicidio hubieron debido ser unos castigos inventados por la imaginación popular para vejar al impío que rehusaba tanto creer en la supervivencia del alma y en el influjo de los dioses como en el poder del clero». Incluso Henri Bergson: «Esta sombría historia tiene toda la apariencia de una novela. En tiempos antiguos, la imaginación popular se complacía en castigar así al ateo con esta vida por los dioses que había injuriado».[cita requerida]
Otros autores, como Pierre Boyancé, el doctor Benjamin-Joseph Logre, André Comte-Sponville, o Paul Nizan consideran plausible la hipótesis del suicidio en razón del tono de angustia y de melancolía que domina la obra, y así lo expresa este último: «El sentido extraordinario de la angustia que domina en el De rerum natura revela también a un hombre capaz de llevar hasta la muerte voluntaria el deseo de escapar a ella».
La afirmación de que Lucrecio se volvió loco por una poción de amor, aunque defendida por eruditos como Giovanni Reale y John R. Catan, a menudo se descarta como resultado de una confusión en los datos, de prejuicios antiepicúreos o de ambas cosas. En algunos relatos, la administración del afrodisíaco tóxico se atribuye a su esposa Lucilia. Independientemente, la imagen de Jerónimo de Lucrecio como un poeta loco y enamorado continuó teniendo una influencia significativa en la erudición moderna hasta hace muy poco, aunque ahora se acepta que tal informe es inexacto.

## De rerum natura

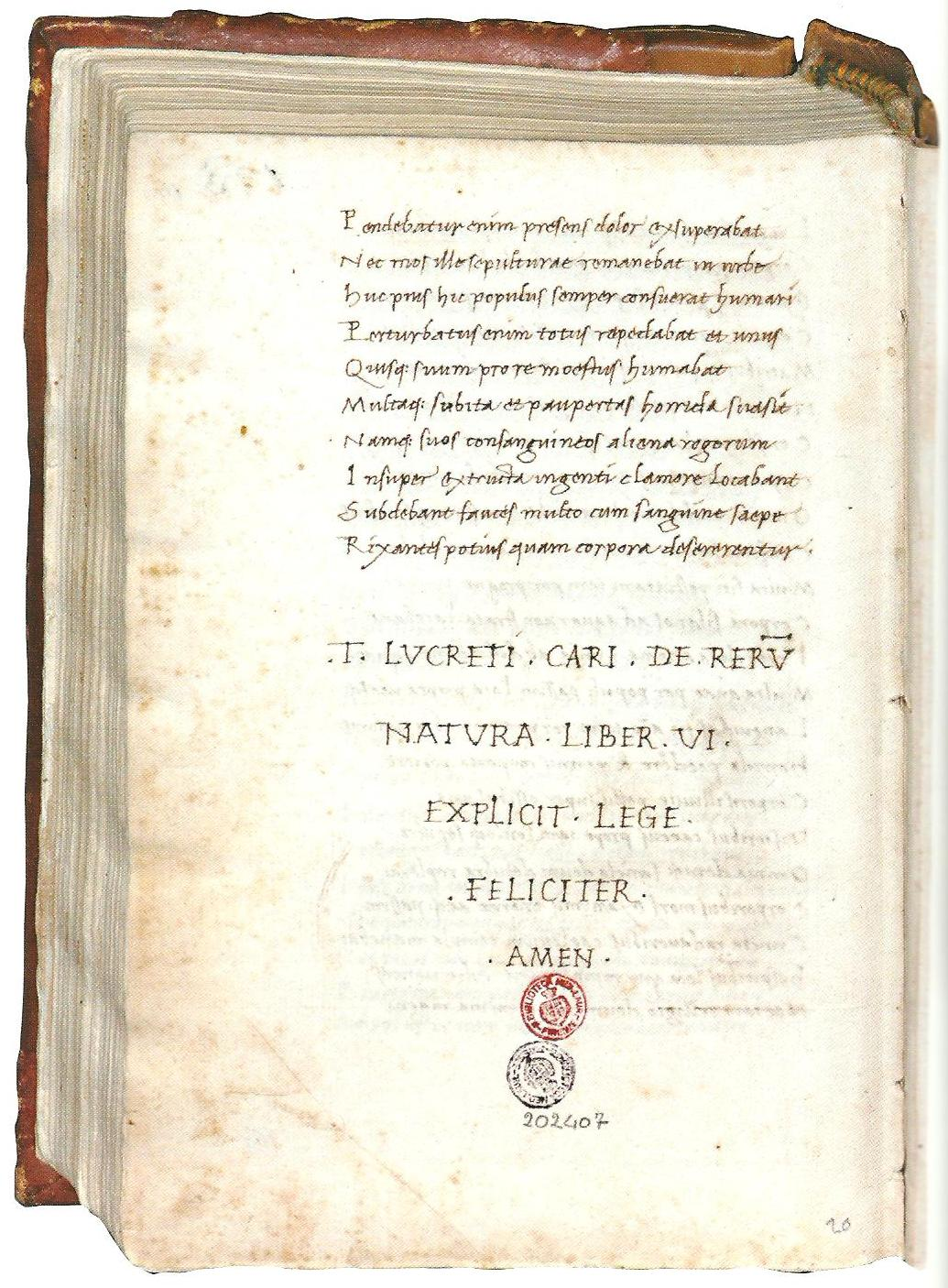
Última página de la transcripción de De rerum natura de Lucrecio por el humanista Niccolò Niccoli.

Lucrecio es autor del largo poema didáctico Dē rērum natūra (Sobre la naturaleza de las cosas), perteneciente al género del peri physeos y compuesto en algo más de 7400 hexámetros dactílicos distribuidos en seis libros. Acaso la mayor obra de la poesía de Roma, estuvo dedicado al noble Cayo Memio y en la obra se divulgan las doctrinas filosóficas del epicureísmo, que incluyen su cosmología atomista y ética hedonista de Epicuro y Demócrito a través de un lenguaje y metáforas ricamente poéticas.

#### Filosofía natural

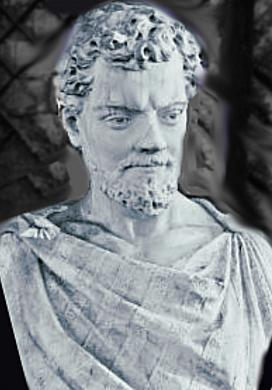
Busto de Lucrecio en los jardines Pincio, Roma.

La intención de Lucrecio es liberar al hombre del miedo a los dioses y a la muerte, causas, según él, de la infelicidad humana. («Está bien ver al navegante lejano luchar contra la borrasca y naufragar, no porque nos alegremos del mal ajeno, sino porque es bueno hallarse libre de tormentos»). El texto pertenece al género del perifíseos griego, poemas o textos de filósofos presocráticos que intentaban explicar el origen del mundo. Partiendo de que «ninguna cosa nace de la nada» (I. 211), Lucrecio representa un cosmos eterno como un conjunto fortuito de infinitos átomos que se mueven en un espacio vacío infinito.
Lucrecio describe el desarrollo del cosmos, la Tierra, los seres vivos y la sociedad humana a través de mecanismos puramente naturalistas, sin ninguna referencia a la participación sobrenatural. Decía que «nada nace nunca de la nada por voluntad de los dioses». El alma es material y no sobrevive al cuerpo. Los fenómenos tienen todos causa natural. Si existen los dioses, estos no intervienen en los asuntos de los mortales. La visión pesimista del amor humano que ofreció ha intrigado a los especialistas.

#### Empirismo
Lucrecio defendió el empirismo argumentando que «no sólo la razón se desplomaría enteramente, sino la vida misma perecería sin dilación, si no nos atreviéramos a fiarnos de los sentidos». A pesar de sus muchas conjeturas correctas sobre el atomismo y la naturaleza del mundo físico, Lucrecio concluye su primer libro enfatizando el absurdo de la (entonces bien establecida) teoría de la Tierra esférica.

#### Teoría del clinamen
Mientras Epicuro dejaba abierta la posibilidad del libre albedrío al defender la incertidumbre del recorrido de los átomos, Lucrecio consideraba que el alma o la mente emergían de las desviaciones de los átomos (clinamen).

#### Evolución biológica
El poeta también fue uno de los primeros pensadores en teorizar acerca de la evolución biológica. Creía que la naturaleza experimentaba sin cesar a lo largo de los eones y que los organismos mejores adaptados a su entorno tenían las mejores posibilidades de sobrevivir. Los organismos vivos sobrevivieron debido a la relación proporcional entre su fuerza, velocidad o intelecto y la dinámica externa de su entorno. Antes de la publicación de Charles Darwin de 1859 de El origen de las especies, la filosofía natural de Lucrecio tipificó uno de los principales relatos no teleológicos y mecanicistas de la creación y evolución de la vida.
En contraste con el pensamiento moderno sobre el tema, no creía que las nuevas especies evolucionaran a partir de las ya existentes y negaba que los animales modernos, que habitan en la Tierra, derivaran de ancestros marinos. Lucrecio cuestionó la suposición de que los humanos son necesariamente superiores a los animales, y señaló que las madres mamíferas en la naturaleza reconocen y cuidan a sus crías como lo hacen las madres humanas.

#### Origen de la civilización
Dentro de este trabajo, Lucrecio hace referencia al desarrollo cultural y tecnológico de los humanos en su uso de materiales, herramientas y armas disponibles desde la prehistoria hasta la época de Lucrecio. Especifica las primeras armas como manos, uñas y dientes. Estos fueron seguidos por piedras, ramas y, una vez que los humanos pudieron encenderlo y controlarlo, el fuego. Luego se refiere al «hierro duro» y al cobre en ese orden, pero continúa diciendo que el cobre era el medio principal de labrar la tierra y la base del armamento hasta que, «poco a poco», la espada de hierro se volvió predominante (todavía era en su día) y «la hoz de bronce cayó en descrédito» cuando se introdujeron los arados de hierro.  Anteriormente había imaginado un tipo de humano pre-tecnológico y pre-literario cuya vida se vivía «A partir de este comienzo, teorizó, siguió el desarrollo de las toscas chozas, el uso y encendido del fuego, la ropa, el idioma, la familia y las ciudades-estado». Creía que la fundición de metales, y quizás también la cocción de la cerámica, se descubrió por accidente: por ejemplo, el resultado de un incendio forestal. Sin embargo, sí especifica que el uso del cobre siguió al uso de piedras y ramas y precedió al uso del hierro.
Lucrecio parece equiparar el cobre con el bronce, una aleación de cobre y estaño que tiene una resistencia mucho mayor que el cobre; tanto el cobre como el bronce fueron reemplazados por el hierro durante su milenio (1000 a. C. - 1 a. C.). Pudo haber considerado que el bronce era una variedad de cobre más fuerte y no necesariamente un material totalmente individual. Se cree que Lucrecio fue el primero en proponer una teoría de los usos sucesivos de la madera y la piedra primero, luego el cobre y el bronce, y finalmente el hierro. Aunque su teoría permaneció inactiva durante muchos siglos, fue revivida en el siglo XIX y se le atribuye el origen del concepto del sistema de las tres edades que fue formalizado a partir de 1834 por C. J. Thomsen.

### Recepción
El único texto que poseemos del poema se ha transmitido gracias a Cicerón, quien preparó su edición a la muerte del poeta. Cicerón le consagra una frase en una carta a su hermano Quinto el año 44 antes de Cristo: «El poema de Lucrecio, como dices, testimonia a la vez mucho genio y mucho arte». Lucrecio pretende dar explicaciones racionales y naturalistas de los fenómenos que se dan en el universo, pero nunca de forma dogmática. Cuando se da con un hecho problemático, hay que acogerse al principio de las causas múltiples: la posibilidad de explicarlo de diversas maneras y no de una sola. Lo importante, más que dar con la respuesta verdadera, es no dar lugar a una atribución de los sucesos a los dioses, excluyendo así cualquier tipo de propósito o finalidad en la naturaleza. Los análisis a la obra de poetas posteriores demuestran que le habían estudiado a fondo. A él alude Virgilio en las Geórgicas cuando escribe:

Felix qui potuit rerum cognoscere causas / atque metus omnes, et inexorablile fatum / subiecit pedibus, strepitumque Acherontis avari!
Feliz el sabio que ha podido averiguar las causas de las cosas / y somete al miedo y al inexorable destino evitando a todos tropezar en importunos errores pese al estrépito del codicioso Aqueronte.
Geórgicas, II. 490-492

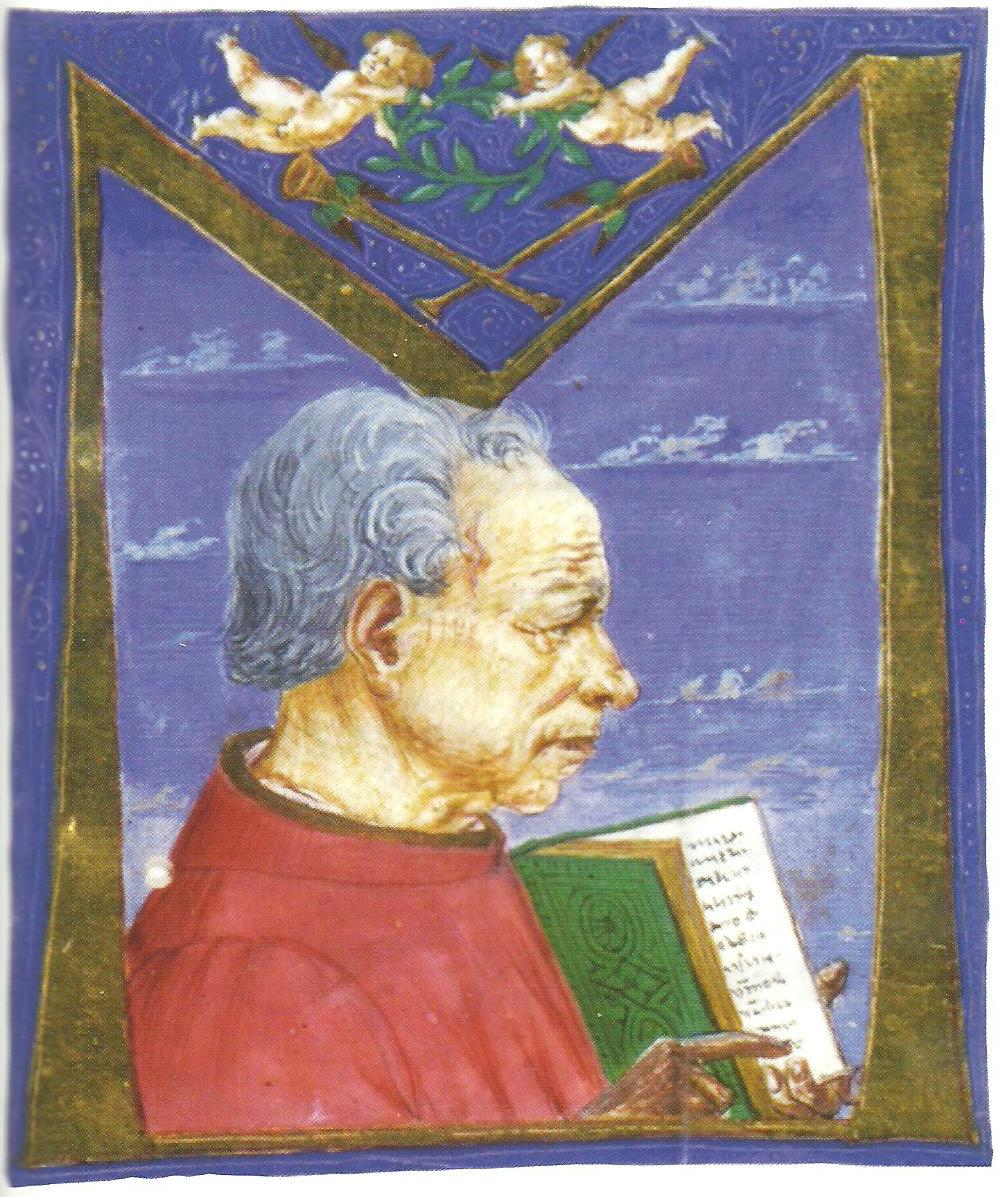
De rerum natura fue redescubierto por Poggio Bracciolini en 1417.

Es posible que otros Padres de la Iglesia leyeran a Lucrecio, como Lactancio y tal vez Arnobio, San Agustín o San Isidoro. Posteriormente subsistieron solo dos códices del mismo ejemplar original de su gran poema, uno clásico encontrado en York, actualmente en la Universidad de Leiden, y otro, de más fácil lectura, encontrado en 1417 por el gran perseguidor de manuscritos, humanista, notario y secretario apostólico Poggio Bracciolini en un monasterio alemán, probablemente Fulda. El manuscrito de Poggio no sobrevivió, pero sí una copia de Niccolò Niccoli que se conserva en la Biblioteca Laurenciana de Florencia.
Utiliza comparaciones para aliviar la árida materia abstracta de la obra, mezclando, con una imagen que más tarde tomará Horacio, «lo útil con lo dulce de la misma manera que un médico mezcla dulce miel en las agrias medicinas que administra». Es citado por Giordano Bruno en De l'infinito, universo e mondi (1584) y en otras de sus obras para ilustrar las ideas acerca de la pluralidad de los mundos y la homogeneidad de la materia terrestre y celestial, tratados en el Libro I por Lucrecio. También es citado en numerosas ocasiones por Montaigne a lo largo de sus Ensayos (1595). Pierre Gassendi lo prosifica y comenta en su Syntagma (1658), obra leída por Newton y Boyle, y un amigo de Gassendi, el comediógrafo Molière, intentó traducir el poema al francés, pero nada de ese esfuerzo se ha conservado. Thomas Jefferson, autoproclamado epicúreo, poseía numerosas ediciones del poema. Julien Offray de La Mettrie también citaba la obra de Lucrecio. Las ideas lucrecianas fueron apreciadas durante la Ilustración, pero el poema siguió influyendo en los autores románticos, siendo admirado por Shelley, Swinburne, Tennyson o Victor Hugo, y considerado por Leopardi la prima voce de la edad latina. Ya en el siglo XX reivindican y divulgan a Lucrecio Henri Bergson, André Gide o George Santayana, entre otros.
La obra de Lucrecio, materialista e irreligiosa, fue traducida por el afrancesado y revolucionario jacobino español José Marchena a principios del siglo XIX en endecasílabo blanco con la intención de combatir el catolicismo de sus compatriotas. También es importante, por sus méritos filológicos y por sus caudalosas notas, la versión bilingüe del humanista inglés John Mason Good, (Londres, 1805, 2 vols.) y, por fin, la edición filológicamente impecable de Karl Lachmann (Berlín, 1850). 
Martin Ferguson Smith en la introducción de su traducción del poema de 1969 comentó que es:

...uno de los mejores poemas del mundo no solo por su valor artístico sino porque está también lleno de pasión y fervor y emoción: el poeta... pone todo su corazón y su alma a la vez que su poder intelectual en su escritura, y eso es principalmente el porqué la obra nos sigue llamando la atención y todavía palpita vida y emoción.

El poeta y filósofo español George Santayana considera a Lucrecio como «el auténtico creador del materialismo científico y el verdadero fundador del epicureísmo», así como el representante «del modo de pensar del mundo antiguo grecorromano y de los grandes genios que protagonizaron la revolución científica y la exaltación de la libertad del Renacimiento y la Edad Moderna». Su teoría materialista del origen del lenguaje fue citada por el antropóogo Lewis Henry Morgan en su obra Ancient Society. Nikolái Chernyshevski «apreciaba en alto grado al filósofo romano». Gilles Deleuze presentó a Spinoza junto a Nietzsche como descendientes de Lucrecio.
El historiador Stephen Greenblatt escribió el libro ganador del Premio Pulitzer El giro, que trata de la influencia del poema de Lucrecio al mundo moderno.

## Eponimia
- El cráter lunar Lucretius lleva este nombre en su memoria.[59]
- El asteroide (6240) Lucretius Carus también conmemora su nombre.

### Obras de Lucrecio
- Lucrecio (1892). Naturaleza de las cosas: Versión en prosa del poema «De rerum natura» (Manuel Rodríguez-Navas, trad.). Madrid: Imprenta de Agustín Avrial.
- Lucrecio (1962 - reimpresión 1983). De la Naturaleza. Edición bilingüe, texto revisado y traducido por Eduardo Valentí. C.S.I.C. Madrid.
- Lucrecio (1983). De la naturaleza de las cosas. Introducción de Agustín García Calvo, traducción en endecasílabos del Abate Marchena. Editorial Cátedra. Madrid. ISBN 84-7530-779-5.
- Lucrecio (1988). De rerum natura. Edición bilingüe. Traducción de Lisandro Alvarado y estudio preliminar de Ángel Cappelletti. Universidad Simón Bolívar. Caracas (Venezuela).
- Lucrecio (1997). De rerum natura. De la Realidad. Edición crítica del texto latino y versión rítmica de Agustín García Calvo. Editorial Lucina. Zamora.
- Lucrecio (2003). La naturaleza. Editorial Gredos. Madrid. ISBN 978-84-249-2683-0.
- Lucrecio (2012). De rerum natura. De la naturaleza. Prefacio Stephen Greenblatt. Traducción, prólogo y notas Eduard Valentí Fiol. Editorial Acantilado. Barcelona. ISBN 978-84-15689-17-1.
- Lucrecio (2016). La naturaleza de las cosas (2ª ed edición). Alianza Editorial. ISBN 978-84-9104-426-0. OCLC 960385871. Consultado el 25 de abril de 2021.
- Lucrecio (2019). De rerum natura. De la Realidad. Edición crítica del texto latino y versión rítmica de Agustín García Calvo. 2ª ed. corregida, Editorial Lucina. Zamora.

### Sobre Lucrecio
- Butterfield, David (2013). The Early Textual History of Lucretius' De rerum natura. Cambridge, UK: Cambridge University Press. ISBN 978-1107037458.
- Greenblatt, Stephen (2012). El giro: De cómo un manuscrito olvidado contribuyó a crear el mundo moderno. Grupo Planeta Spain. ISBN 978-84-9892-444-2.

- Hardie, Philip R.; Prosperi, Valentina; Zucca, Diego (6 de julio de 2020). Lucretius Poet and Philosopher: Background and Fortunes of ›De Rerum Natura‹ (en inglés). Walter de Gruyter GmbH & Co KG. ISBN 978-3-11-067348-7.
- Taylor, Barnaby (2020). Lucretius and the Language of Nature (en inglés). Oxford University Press. ISBN 978-0-19-875490-9.